# 한상근
한상근은 대한민국의 수학자이다. 최영주와 함께 한국내 암호학 1세대 학자로 꼽히며  2011년에는 서남표의 KAIST 영어강의 의무화에 반대했다.

## 지도 학생
- 천정희 (1969년)
- 이영 (1969년)